# Aérodrome de Kika
Pour les articles homonymes, voir Kika.
L'aérodrome de Kika est un aérodrome du Cameroun. Il est situé au milieu de la ville de Kika à l'est de la ville de Moloundou, dans la Région de l'Est. 
C'est un aérodrome d'affaires qui désenclave le site et l'usine de transformation de bois de la ville de Kika au sud-est du Cameroun, à la frontière avec la République du Congo.

## Situation
| \| 100 km1:12 607 000 \| Garoua Maroua Ngaoundéré Yaoundé-Ville Yaoundé-Nsimalen Douala Bamenda Bafoussam Ngola Koutaba Kika Mvomeka'a |
| 100 km1:12 607 000 |

## Installations

### Piste(s)
L’aéroport est doté de : 
- Une piste en latérite longue de 1 220 m et large de 27 m orientée sud-nord (03/21) [1]:
  - Aucun balisage diurne et nocturne,
  - Aucun indicateur de plan d’approche ni de PAPI pour chaque sens d’atterrissage
  - Aucun système d’atterrissage aux instruments (ILS/DME)

### Prestations
L’aéroport est non contrôlé. 
S’y ajoutent : 
- aucune aire de stationnement;
- aucune aérogare ;
- aucun hangars ;
- aucune station d’avitaillement en carburant (100LL et Jet A1) et en lubrifiant ;
- aucun restaurant

## Activités

### Loisirs et tourisme
- Aucun aéroclub